# Ticoș-Floarea
Ticoș-Floarea – wieś w Rumunii, w okręgu Neamț, w gminie Tașca. W 2011 roku liczyła 349 mieszkańców.